# GPIHBP1
Le GPIHBP1, pour « glycosylphosphatidylinositol anchored high density lipoprotein binding protein 1 », est une protéine intervenant dans le métabolisme lipidique. Son gène est le GPIHBP1 situé sur le chromosome 8 humain.

## Rôles
Situé sur la membrane de la cellule endothéliale vasculaire, il permet le transport de la lipoprotéine lipase qui peut être ainsi au contact du flux sanguin permettant son action sur les chylomicrons et les VLDL. 

## En médecine
Une mutation du gène conduisant à une forme inactive entraîne une augmentation importante du taux sanguin de chylomicrons avec hypertriglycéridémie, de même pour une délétion du gène. toutes ces formes conduisent à un déficit en lipoprotéine lipase au niveau sanguin.
Il peut exister également des auto-anticorps ciblant la protéine et conduisant aux mêmes conséquences.